# Hell (película de 2011)
Hell es una película posapocalíptica germano-suiza de 2011 dirigida por Tim Fehlbaum en su debut como director. El guion, escrito en alemán, lo firman Fehlbaum, Oliver Kahl y Thomas Woebke. El experimentado director Roland Emmerich, conocido por películas como Independance Day y 2012, fue el productor ejecutivo, y la producción corrió a cargo de Gabriele Walther y Woebke.
La película trata sobre una joven llamada Marie (Hannah Herzsprung), su novio Phillip (Lars Eidinger) y su hermana menor Leonie (Lisa Vicari), quienes recorren en coche Alemania, cuyo territorio y sociedad han sido devastados por el cambio climático. Sedientos, el trío busca agua, gasolina y suministros. Se les une un superviviente, Tom (Stipe Erceg), a quien encuentran entre las ruinas. Más tarde y tras ser objeto de una emboscada organizada por un grupo de asaltantes cuyos integrantes secuestran a Leonie además de robar su vehículo, los cuatro serán capturados por una familia de agricultores que retiene a los supervivientes en el antiguo matadero de la granja para usarlos como fuente de alimento.

## Trama
La película, ambientada en una Alemania posapocalíptica en el año 2016, cuenta la historia de un pequeño grupo de supervivientes. Las erupciones solares han destruido la atmósfera de la Tierra y las temperaturas a nivel mundial han aumentado diez grados Celsius. La radiación solar es tan intensa que hace muy peligrosa exponerse a la misma; además, el Sol ha convertido la superficie terrestre en un desierto caluroso y estéril y los bosques han sido arrasados por el fuego.Las cosechas se han visto fuertemente mermadas, las reservas de agua y alimentos no son suficientes para abastecer a la población y el orden social ha quedado roto. Con este contexto como trasfondo, la película narra la historia de una joven llamada Marie, su hermana menor Leonie y Phillip, el novio de Marie. Los tres atraviesan zonas desérticas, antes tierras de cultivo, en una camioneta Volvo con rejillas metálicas en las ventanas. Para protegerse de la radiación solar, han recubierto el interior de las ventanas de revistas y cartones, dejando libre únicamente una rendija para garantizar la visibilidad del conductor. El trío se dirige a las montañas, donde se rumorea que todavía es posible encontrar una fuente de agua. Allí, inspeccionan vehículos destrozados y estaciones de servicio en busca de algo de gasolina, agua (acumulada en las tuberías de la calefacción y los baños) y comida y se mantienen siempre alertas por si aparecen supervivientes hostiles que puedan atacarles.
Al llegar a una estación de servicio en ruinas, Phillip inspecciona los tanques subterráneos del local así como los vehículos abandonados en busca de gasolina mientras Marie y Leonie hacen lo propio para conseguir agua y comida en el interior del edificio. En ese momento un hombre encapuchado aprovecha para robar agua y comida del coche y, acto seguido, toma a Leonie como rehén. Después de que Phillip redujera al agresor, ambos llegan a una especie de tregua. El agresor, Tom, les cuenta que es mecánico. Phillip accede a llevar a Tom como pasajero en el coche, en su búsqueda de agua, si Tom repara el motor, dañado por el calor.  A continuación, los cuatro siguen su camino, recorriendo las carreteras hacia las montañas hasta que se detienen debido a que una enorme estructura metálica ha bloqueado el camino. El grupo trabaja en conjunto para poder mover la estructura de hierro que los bloquea, y luego Tom, Phillip y Marie deciden bajar por una colina, dejando a Leonie en el coche, para inspeccionar un coche averiado en busca de objetos útiles.
De repente se escuchan los gritos de Leonie y es entonces cuando el trío de supervivientes se da cuenta de que la carretera bloqueada era una emboscada. Unos saqueadores secuestran a Leonie, a quien intentan ayudar, pero ya es demasiado tarde. Cuando los tres supervivientes se reencuentran en el bosque, Tom los convence de que han de liberar a Leonie. Se empieza a ver humo a lo lejos y Tom anima al resto a ir a averiguar qué pasa. El humo proviene de un gran fuego en un campamento de supervivientes, donde Leonie y otros prisioneros se encuentran encadenados. Tom convence a Marie y Phillip, ambos aterrorizados por los secuestradores, de que deberían lanzar una bomba molotov como mecanismo de distracción para que así Marie pueda hacerse con el coche y rescatar a Leonie. El rescate es un fracaso: Marie arranca el motor y escapa con Phillip, pero no consigue romper las cadenas que mantienen prisionera a Leonie, así que se marchan sin ella. Además, durante la huida y tras enfrentarse a uno de los secuestradores, Phillip se lesiona gravemente el pie. Este trata de convencer a Marie de que considere a Leonie como una causa perdida, pero ella insiste en hacer lo posible para rescatarle. Marie, que parte sola en busca de Leonie, acaba quedándose dormida en una iglesia en ruinas, hasta que la despierta una mujer de mediana edad llamada Elisabeth. Elisabeth le ofrece agua y la invita a hospedarse en una granja, propiedad de su familia.
Marie duerme en el granero de Elisabeth y al despertar se da cuenta de que se ha quedado encerrada. A través de los tablones de los que está hecha la pared del granero, divisa a un grupo de personas, que identifica como rehenes a los que están trasladando a algún lugar. Tras conseguir abrir la puerta, Elisabeth le dice a Marie que, debido a la escasez de comida, a Phillip lo tratarán como a ganado y que Marie y Leonie tendrán que casarse con los hijos de los granjeros. Cuando el hijo de Elisabeth, Micha, abre la puerta, Marie se besa con él para, a continuación, golpearlo con un gran trozo de madera. Herido, Micha intenta ahogarla, pero Leonie le pega con un objeto pesado, noqueándolo. Leonie escapa de la granja y se esconde en el bosque. Marie, sin embargo, no corre la misma suerte: la atrapan y conducen al matadero por negarse a comer carne humana durante la cena. Marie está presente durante la ejecución de Phillip pero consigue zafarse de las cuerdas y escapar. Fuerza la cerradura de una de las puertas del granero, donde encuentra a muchos cautivos, incluido a Tom. Los cautivos huyen de la granja, perseguidos por la familia. Tom se enfrenta a varios de los granjeros, a quienes logra derrotar. Marie, por su parte, escapa y corre a través del bosque en busca de Leonie. Cuando la encuentra, uno de los hijos adultos de Elisabeth está atando a Leonie. Elisabeth confronta a Marie, quien la asesina con una pistola que robó del matadero. Mientras el hijo adulto llora a Elisabeth, Marie libera a Leonie. Las dos hermanas y Tom huyen a las montañas, donde encuentran agua. Arriba en el cielo, ven pájaros. Mientras miran desde la cima hacia una cadena de colinas con la esperanza de hallar un destino mejor, tan solo alcanzan a divisar más desierto en el valle.

## Reparto
- Hannah Herzsprung como Marie
- Stipe Erceg como Tom
- Angela Winkler como la granjera Elisabeth
- Michel Kranz como la voz de Micha
- Yoann Blanc como Micha
- Lars Eidinger como Phillip
- Lisa Vicarie como Leonie
- Anne Hartung como Sophia
- Lilo Baur como la mujer francesa
- Marco Calamandrei como el hombre francés
- Ellen Schweiger como la abuela
- Christoph Gaugles como el granjero Brückner

## Estreno
Hell se estrenó en Alemania en septiembre de 2011. El 10 de julio de 2012 se distribuyó a través del sistema video bajo demanda (VOD, por su acrónimo en inglés) y el 21 de agosto de 2012 se lanzó en DVD.

## Recepción
En su reseña para la revista estadounidense Variety, Jay Weissberg la describió como «una historia de supervivencia postapocalíptica bien estructurada que compensa con convicción aquello que le falta en cuanto a originalidad». Por su parte, Karsten Kastelan, en su crítica para The Hollywood Reporter, destacó lo siguiente: «Si bien su narrativa directa y la capacidad de esta coproducción suizo-alemana de mantener al espectador en tensión de manera constante son encomiables, su éxito dependerá en gran medida de cuánta agonía y engaño humano esté dispuesto a soportar el público». Paul Mount de Starburst le dio 7 sobre 10 estrellas y subrayó que, pese a pecar de falta de originalidad, es «una película cruda y poderosa». Dan Geary de Total Film la calificó con 1 sobre 5 estrellas y criticó la cinematografía. Mike Ferraro, representante de la compañía estadounidense de terror multimedia Bloody Disgusting, la calificó con 3,5 sobre 5 estrellas y lo justificó así: «Hell consigue de forma efectiva crear atmósfera y suspense. Es cierto que lo hace recurriendo a estrategias ya vistas, pero las actuaciones sobresalen y ayudan a guiar la película a través de los clichés de una manera cautivadora». En Fearnet, Scott Weinberg afirmó que «lo que a Hell le falta en originalidad, lo compensa con intensidad cruda, grandes actuaciones y una presentación visual que es un festín para los ojos a la vez que resulta extrañamente hermosa de ver». Gerard Iribe la calificó con 3,5 sobre 5 estrellas y la definió como «una película bastante decente» que debería haber tenido más elementos de ciencia ficción. David Johnson de DVD Verdict la describió como «elegante y tensa en ciertos momentos», pero en última instancia demasiado derivativa.
La película tuvo mayor promoción en mercados como Alemania, Suiza y Austria, y recaudó 1,359,257.00 $ generado en el mercado internacional.

## Premios
La película fue reconocida con el galardón a la Mejor Película en Fantasporto. En los Premios de la Academia Alemana, se le concedió el premio a la Mejor Banda Sonora de Película y fue nominada a Mejor Película. En el Festival de Cine de Sitges, obtuvo el premio a la Mejor Cinematografía y una Mención Especial.